# IX. Ramszesz
IX. Ramszesz (uralkodói nevén Noferkaré Szetepenré Haemuaszet; ? – i. e. 1109) az ókori egyiptomi XX. dinasztia nyolcadik fáraója i. e. 1128-tól haláláig. III. Ramszesz és XI. Ramszesz után a dinasztia harmadik leghosszabb ideig uralkodó királya. Uralkodása alatt folytatódott Egyiptom gyengülése.

## Származása és családja
Elődjének, VIII. Ramszesznek egy gyermekéről sem tudni. IX. Ramszesz származása bizonytalan. Egyik fia, Montuherkhopsef neve alapján feltételezték, hogy a fáraó apja Montuherkhopsef herceg, III. Ramszesz fia. IX. Ramszesz így közvetlen elődjének az unokaöccse. Anyja feltehetőleg az a Tahát nevű hölgy, aki egy feltételezés szerint Baketwerellel együtt elfoglalta temetkezési helyéül a KV10-es sírt. Baketwerel nagy valószínűséggel IX. Ramszesz felesége.
Teljes bizonyossággal két fia azonosítható, Montuherkhopsef, aki feltehetőleg a trónörökös volt, és sírja egy felirata említi Ramszeszt, valamint Nebmaatré főpap, akit egy héliopoliszi ajtó felirata említ együtt a fáraóval. Elképzelhető, hogy IX. Ramszesz fia volt utódja, X. Ramszesz, de ez nem bizonyított.

## Uralkodása
Jürgen von Beckerath 1984-es, a GM-ben megjelent cikke alapján Ramszesz ahet évszak első hónapjának 21. napján lépett trónra. A torinói királylista 1932+1939 szerint Ramszesz 18 évig és 4 hónapig uralkodott, és 19. uralkodási évében halt meg, peret évszak első hónapjában, a 17. és 27. nap között.
Uralkodása alatt Egyiptom hanyatlása folytatódott. Líbiai nomád betörések, sztrájkok, sírrablások zavarták meg a birodalom békéjét. IX. Ramszesz uralkodása elején halt meg Ramszesznakht, a nagy hatalmú Ámon-főpap, aki IV. Ramszesz uralkodása óta töltötte be tisztségét, helyébe fiai, Neszamon, majd Amenhotep léptek. Ámon főpapja már gyakorlatilag egyenrangúnak számított a fáraóval, két karnaki reliefen is egyforma magasságúnak ábrázolják őket.

### Sírrablások
Uralkodásának legjelentősebb eseménye a 16. évben történt sírrablási ügy, melyet az Abbott-papirusz, a Leopold II-Amherst papirusz és a Mayer papiruszok örökítenek meg. A nyugat-thébai nekropolisz számos sírját kirabolták, köztük a XVII. dinasztiabeli I. Szobekemszaf fáraóét is. Paszer, Kelet-Théba polgármestere megvádolta alárendeltjét, Paweraát, Nyugat-Théba polgármesterét – aki a sírok biztonságáért volt felelős –, hogy vagy bűnrészes volt a sírrablásokban, vagy elhanyagolta kötelességét, és nem védte kellőképpen a Királyok völgyét a sírrablóktól. Paweraa tagja volt a bűnügyet kivizsgáló bizottságnak, így nem meglepő, hogy nem találták bűnösnek, Paszerről pedig nem hallani többet. A sírrablások után IX. Ramszesz uralkodása békés mederben folyt tovább; a fáraó még építkezett is, Héliopoliszban.

### Építkezései
Ramszesz legnagyobb építkezési vállalkozása a héliopoliszi naptemplom, de máshol is folytak munkálatok: ő díszíttette az Ámon-Ré karnaki templomának hetedik pülónjától északra lévő falat, és nevét említik a nyugat-egyiptomi Dakhla-oázisban, valamint a palesztinai Gezerben is, ami utal az egyiptomiak ázsiai befolyására. (Egyiptom eddigre kánaáni és szíriai területei nagy részét elveszítette.)

## Sírja és múmiája

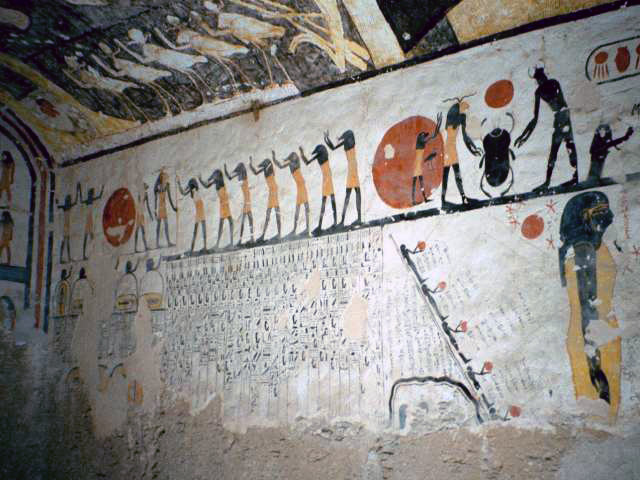
Ramszesz sírja

IX. Ramszesz sírja, a Királyok völgye 6 már az ókor óta nyitva áll, mint azt az ott talált görög és latin nyelvű falfirkák tanúsítják. A sír elég hosszú, kialakítása megfelel a XIX. dinasztia vége és a XX. dinasztia ideje sírépítési hagyományainak. A sír II. Ramszesz sírjával szemben helyezkedik el, valószínűleg a nagy előd közelsége miatt esett IX. Ramszesz választása erre a helyre. A múmiát 1881-ben találták meg a Dejr el-Bahari-i rejtekhelyen (DB320), egy koporsóban, melyet eredetileg egy Iszetemheb nevű hölgynek készítette, majd Neszihonsz számára alakították át.

## Titulatúra
A fáraók titulatúrájának magyarázatát és történetét lásd az Ötelemű titulatúra szócikkben.
| G5 |

| G5 |

| E2 · D40 | m | N28 | R19 |

| E2 · D40 | m | N28 | R19 |

| E2 · D40 | m | N28 | R19 |

| E2 · D40 | m | N28 | R19 |

| G5 |

| G5 |

| E2 · D40 | m | N28 | R19 |

| E2 · D40 | m | N28 | R19 |

| E2 · D40 | m | N28 | R19 |

| E2 · D40 | m | N28 | R19 |

| G16 |

| G16 |

| wsr | s | r · D43 | F23 · D43 | G7 | s | n · Aa1 | N19 | N23 · N23 |

| wsr | s | r · D43 | F23 · D43 | G7 | s | n · Aa1 | N19 | N23 · N23 |

| G16 |

| G16 |

| wsr | s | r · D43 | F23 · D43 | G7 | s | n · Aa1 | N19 | N23 · N23 |

| wsr | s | r · D43 | F23 · D43 | G7 | s | n · Aa1 | N19 | N23 · N23 |

| G8 |

| G8 |

| wsr | M4 | M4 | M4 | W19 | i | A23 | G36 · r | M23 | t | i | i | Z3 | D46 · r | D43 · T10 · t | Z3 | Z3 | Z3 |

| wsr | M4 | M4 | M4 | W19 | i | A23 | G36 · r | M23 | t | i | i | Z3 | D46 · r | D43 · T10 · t | Z3 | Z3 | Z3 |

| G8 |

| G8 |

| wsr | M4 | M4 | M4 | W19 | i | A23 | G36 · r | M23 | t | i | i | Z3 | D46 · r | D43 · T10 · t | Z3 | Z3 | Z3 |

| wsr | M4 | M4 | M4 | W19 | i | A23 | G36 · r | M23 | t | i | i | Z3 | D46 · r | D43 · T10 · t | Z3 | Z3 | Z3 |

| M23 | L2 |

| M23 | L2 |

| C2 | nfr | D28 | N5 | U21 · n |

| C2 | nfr | D28 | N5 | U21 · n |

| C2 | nfr | D28 | N5 | U21 · n |

| C2 | nfr | D28 | N5 | U21 · n |

| C2 | nfr | D28 | N5 | U21 · n |

| C2 | nfr | D28 | N5 | U21 · n |

| C2 | nfr | D28 | N5 | U21 · n |

| C2 | nfr | D28 | N5 | U21 · n |

| M23 | L2 |

| M23 | L2 |

| C2 | nfr | D28 | N5 | U21 · n |

| C2 | nfr | D28 | N5 | U21 · n |

| C2 | nfr | D28 | N5 | U21 · n |

| C2 | nfr | D28 | N5 | U21 · n |

| C2 | nfr | D28 | N5 | U21 · n |

| C2 | nfr | D28 | N5 | U21 · n |

| C2 | nfr | D28 | N5 | U21 · n |

| C2 | nfr | D28 | N5 | U21 · n |

| G39 | N5 | \| \| |
|     |    |       |

|  |

| G39 | N5 | \| \| |
|     |    |       |

|  |

| N28 | C2 | R19 | C12 | N36 | M23 | F31 | s | r&r |

| N28 | C2 | R19 | C12 | N36 | M23 | F31 | s | r&r |

| N28 | C2 | R19 | C12 | N36 | M23 | F31 | s | r&r |

| N28 | C2 | R19 | C12 | N36 | M23 | F31 | s | r&r |

| N28 | C2 | R19 | C12 | N36 | M23 | F31 | s | r&r |

| N28 | C2 | R19 | C12 | N36 | M23 | F31 | s | r&r |

| N28 | C2 | R19 | C12 | N36 | M23 | F31 | s | r&r |

| N28 | C2 | R19 | C12 | N36 | M23 | F31 | s | r&r |

| G39 | N5 | \| \| |
|     |    |       |

|  |

| G39 | N5 | \| \| |
|     |    |       |

|  |

| N28 | C2 | R19 | C12 | N36 | M23 | F31 | s | r&r |

| N28 | C2 | R19 | C12 | N36 | M23 | F31 | s | r&r |

| N28 | C2 | R19 | C12 | N36 | M23 | F31 | s | r&r |

| N28 | C2 | R19 | C12 | N36 | M23 | F31 | s | r&r |

| N28 | C2 | R19 | C12 | N36 | M23 | F31 | s | r&r |

| N28 | C2 | R19 | C12 | N36 | M23 | F31 | s | r&r |

| N28 | C2 | R19 | C12 | N36 | M23 | F31 | s | r&r |

| N28 | C2 | R19 | C12 | N36 | M23 | F31 | s | r&r |

## Külső hivatkozások
- IX. Ramszesz sírja

| Előző uralkodó: VIII. Ramszesz | Egyiptom uralkodója i. e. 12. század XX. dinasztia | Következő uralkodó: X. Ramszesz |